# 昌興駅
昌興駅（チャンフンえき）は朝鮮民主主義人民共和国咸鏡南道咸興市興南区域に位置する朝鮮民主主義人民共和国鉄道省平羅線、昌興線の駅である。

## 歴史
- 1922年12月1日：本宮駅として開業[1]。
- 日時不明：昌興駅に改称。